# Dysolobium
Genre
Dysolobium est un genre de plantes à fleurs dicotylédones de la famille des Fabaceae, sous-famille des Faboideae, originaire d'Asie tropicale, qui comprend six espèces acceptées. Ce sont des plantes grimpantes volubiles, herbacées ou ligneuses, aux feuilles trifoliées

## Liste d'espèces
Selon The Plant List (5 novembre 2018) :
- Dysolobium apioides (Gagnep.) Marechal
- Dysolobium dolichoides (Roxb.) Prain
- Dysolobium grande (Benth.) Prain
- Dysolobium lucens (Benth.) Prain
- Dysolobium pilosum (Willd.) Marechal
- Dysolobium tetragonum Prain